# Manco Cápac (monitor)
Le monitor Manco Cápac  de la marine péruvienne a été acheté à l'Union Navy en 1868, avec son sister-ship l'Atahualpa, et a participé à la Guerre du Pacifique (1879-1884). Il a été sabordé par son propre équipage lors de la défense du port d'Arica après la bataille du 7 juin 1880 pour l'empêcher de tomber aux mains de la marine chilienne. Son épave a été redécouverte en 1960 et elle a été fortement pillée.

## Historique

### Construction et mise en service
Il s'appelait à l'origine de USS Oneota, un monitor américain  de classe Canonicus, parmi les 9 qui ont été construits pour l' Union Navy pendant la guerre de Sécession. Achevé peu de temps après la fin de la guerre, Oneota a été mis en réserve jusqu'à ce qu'il soit vendu à ses constructeurs Alexander Swift & Company, en 1868, puis revendu au Pérou, pour servir de batterie flottante de défense côtière. Il a été rebaptisé Manco Cápac, du nom d'un empereur Inca. 

### Actions navales
.

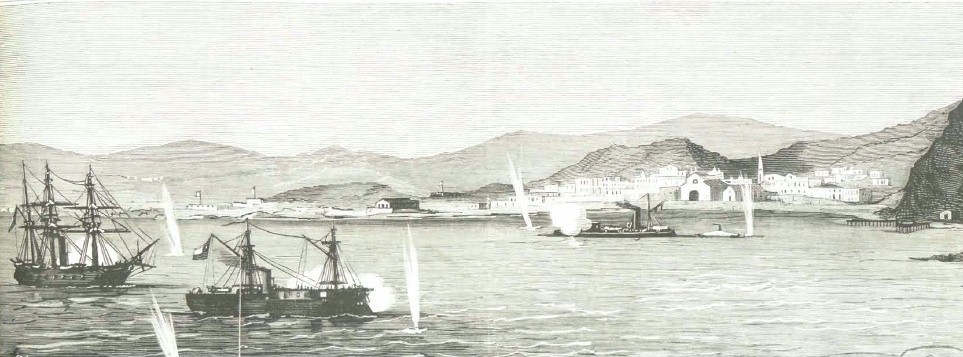
Gravure décrivant le combat du monitor péruvien ooManco Cápacoo contre les navires chiliens Huáscar et Magallanes

Lorsque la guerre de Guano et du salpêtre a commencé le 5 avril 1879, il faisait partie avec Atahualpa, de la 3e Division navale, ayant reçu l'ordre d'aller à Arica, pour défendre la baie, mais en raison du mauvais état des chaudières, il a été remorqué à Arica, partant le 3 août 1879 et arrivant le 7 août du même mois. Après réparation, sa propulsion, à une vitesse de deux nœuds, a réussi à fonctionner.

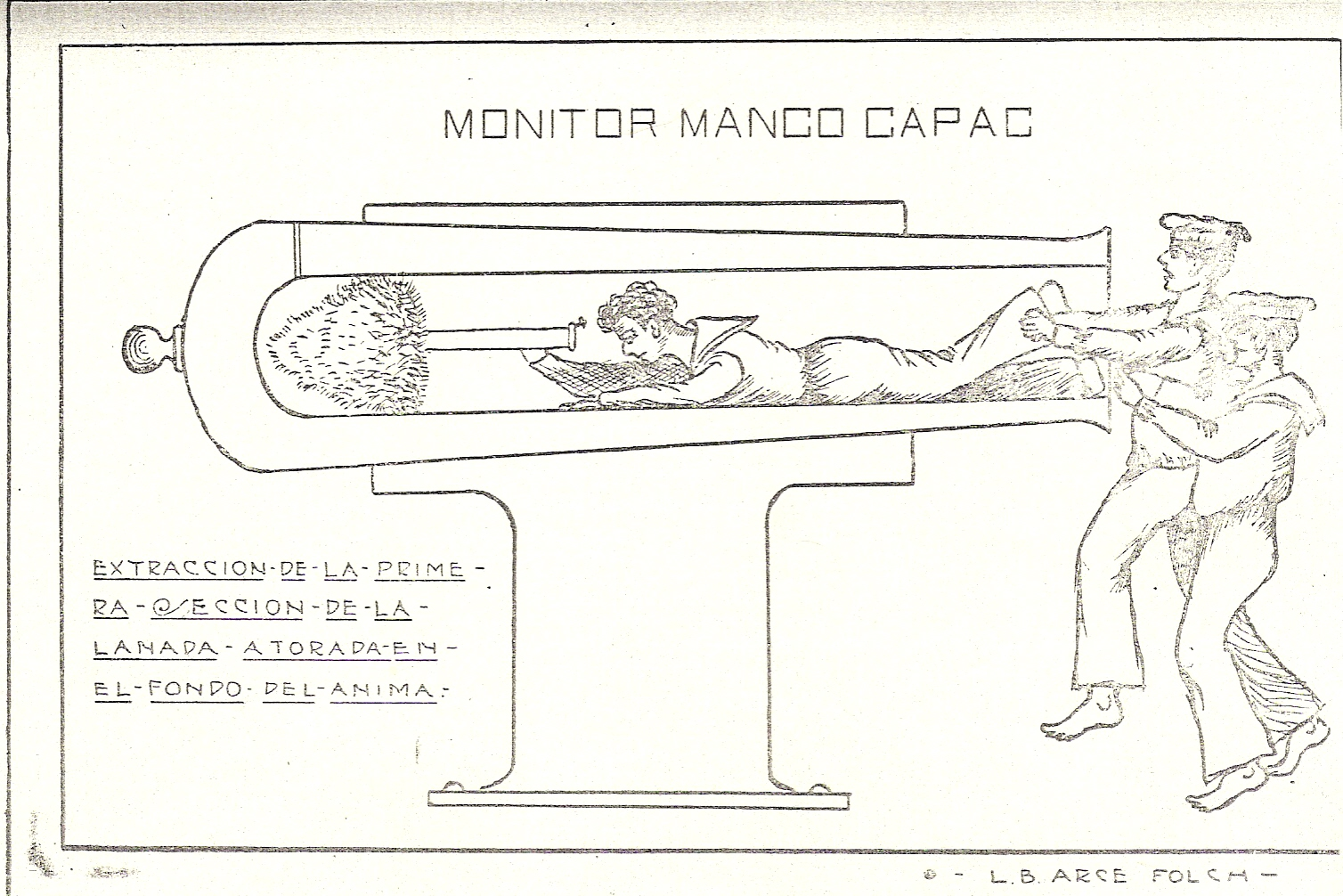
Dessin qui montre le chargementr du canon Dahlgren, réalisé par Luis B. Arce y Folch, qui était un aspirant sur le moniteur pendant le combat naval d'Arica

Durant le siège de 5 mois par la marine chilienne du port d'Arica, il participa face à l'escouade chilienne au combat naval d'Arica du 27 février 1880 contre les navires de guerre chiliens: le monitor Huáscar et la corvette Magallanes. Le Manco Cápac et le torpilleur Alianza quittèrent le quai pour affronter Huáscar. Les deux monitors se sont livrés à un duel d'artillerie féroce à des distances aussi courtes que 200 mètres. Un projectile de 500 livres du Manco Cápac a frappé la tourelle du Huáscar, a provoqué une terrible explosion et tué son commandant, le capitaine de la frégate Manuel Thomson Porto Mariño et plusieurs membres d'équipage et fut mis hors service.
Le 6 juin 1880, l'armée chilienne revient bombarder Arica. Le Manco Capac a répondu à des tirs et l'un de ses projectiles a frappé la frégate blindée Almirante Cochrane, causant des dégâts et des pertes. Un autre projectile a frappé la goélette Covadonga, endommageant sa ligne de flottaison, la forçant à se retirer du combat.
Le moniteur Manco Cápac a conservé son poste à la périphérie de l'île d'Alacrán jusqu'à ce qu'il soit sabordé sur ordre de son commandant, le capitaine José Sánchez Lagomarsino, pour l'empêcher de tomber à l'ennemi lorsque la bataille d'Arica du 7 juin 1880 a été perdue.

### Découverte de son épave
L'épave du Manco Cápac a été découverte en 1960 par des plongeurs de la marine chilienne. Elle est située à trois kilomètres à l'ouest de l'embouchure de la rivière San José et à 15,7 mètres de profondeur. En juin 2007, un documentaire de 35 minutes a été réalisé par Miguel Vásquez et intitulé Manco Cápac, la ultima estela  .